# Spotlight (Marshmello e Lil Peep)
Spotlight è un singolo del disc jockey statunitense Marshmello e del rapper statunitense Lil Peep, pubblicato il 12 gennaio 2018 dalla Joytime Collective.
Realizzato come omaggio a Peep dopo la sua morte, il brano è la prima pubblicazione postuma del rapper. Marshmello inizialmente non aveva intenzione di rilasciare la canzone fino a quando la madre di Peep non fece esplicitamente la richiesta.

## Antefatti
Marshmello è stato tra i primi artisti della comunità di musica dance a commentare la morte di Peep. In una serie di tweet, Marshmello afferma che Peep era "la persona più simpatica" e che avevano parlato di una collaborazione una settimana prima. In una serie di post su Twitter, Marshmello ha affermato "Peep era la persona più simpatica, uscire con lui, parlare con lui di musica, le idee per le canzoni che avremmo fatto insieme e fare touring erano incredibili, molti lo rimpiangeranno". Il 20 novembre 2017, Marshmello ha lavorato ad un tributo live durante la sua esibizione al GoldRush Festival in Arizona, remixando la canzone Beamer Boy del rapper e facendo mettere una grande immagine di Peep con la scritta "RIP" sullo schermo dietro di lui.
Il 20 dicembre 2017 è stato annunciato che Marshmello avrebbe pubblicato la canzone il 12 gennaio 2018. Un portavoce ha detto che il duo ha iniziato a lavorare sulla canzone prima della morte di Peep e che sarà accompagnata da un video musicale. Mentre alcuni fan hanno contestato la decisione di Marshmello, dal momento che altri artisti stanno trattenendo il loro lavoro con Peep, ha rivelato che la madre di Peep lo ha incoraggiato a pubblicarlo come tributo a suo figlio. Ha scritto in un tweet: "Non avevo intenzione di rilasciare la canzone fino a quando la madre mi ha contattato e mi ha detto che voleva far uscire la musica di suo figlio... cosa avrei dovuto fare?". Il 10 gennaio 2018, Marshmello ha svelato il titolo e la copertina del brano sui social media. In seguito ha caricato una breve anteprima audio della traccia sempre sui social media.
Marshmello ha elogiato l'entusiasmo di Peep nel fare musica in una dichiarazione, affermando: "Peep ha portato un entusiasmo per la musica che non ha eguali a nessuno che abbia mai incontrato. Abbiamo iniziato insieme un'idea, che purtroppo non siamo mai riusciti a finire ufficialmente insieme. Ascoltare questa traccia ora mi viene il brivido perché ho il desiderio di sentirlo. Questo disco è dedicato alla madre, alla famiglia, agli amici di Peep e ai suoi fan. Gus vivrà per sempre attraverso la sua musica e questo è qualcosa per cui dovremmo essere tutti estremamente grati". La madre di Peep ha apprezzato il fatto che Marshmello abbia pubblicato la canzone, dopo che ha continuato a scrivere: "a permettere che la voce di Peep venisse ascoltata attraverso la sua arte".

## Tracce
1. Spotlight – 2:57 (testo: Gustav Åhr, Christopher Comstock – musica: Marshmello)

## Classifiche
| Classifica (2017) | Posizione massima |
| ----------------- | ----------------- |
| Austria           | 53                |
| Canada            | 73                |
| Nuova Zelanda     | 3                 |
| Regno Unito       | 74                |
| Svezia            | 61                |
| Stati Uniti       | 3                 |
| Ungheria          | 34                |